# Feliniopsis connotata
Feliniopsis connotata är en fjärilsart som beskrevs av W. Warren 1912. Feliniopsis connotata ingår i släktet Feliniopsis och familjen nattflyn. Inga underarter finns listade i Catalogue of Life.